# El franctirador de Donbass
El franctirador de Donbass (títol original en ucraïnès, Снайпер. Білий ворон; transcrit com a Snaiper. Bili voron, lit. ‘Francotirador. Corb blanc’) és un llargmetratge de drama bèl·lic de 2022 de l'UM-Group. La producció va començar el 2019. Va guanyar l'11è concurs de l'Agència Estatal d'Ucraïna per al Cinema i la pel·lícula va rebre 23.946.572 ₴ (el 80% del cost total de la producció de la pel·lícula). La pel·lícula és dirigida per Marian Buixan i escrita pel mateix Buixan i Mikola Voronin. S'ha doblat i subtitulat al català.
La pel·lícula explica la història d'un professor d'institut pacifista que volia viure en pau i harmonia amb la natura, però que es va veure impulsat a unir-se a l'exèrcit ucraïnès com a franctirador després que la guerra arribés al Donbàs. La història es va inspirar en la vida i les experiències del guionista Mikola Voronin, ell mateix mestre d'escola que més tard es va allistar a l'exèrcit.
El rodatge va tenir lloc a la tardor del 2020 al Centre Internacional de l'NSU a l'óblast de Kíiv, abans de la invasió a gran escala d'Ucraïna per part de Rússia. En el rodatge va participar personal militar i equipament militar del Centre Internacional i de la Unitat Territorial Operativa del Nord de la Guàrdia Nacional d'Ucraïna, així com la Brigada de Resposta Ràpida de la Guàrdia Nacional. Un centenar de guàrdies i unes dues dotzenes d'equips van participar en les escenes de masses.